# ダブルタイヤ

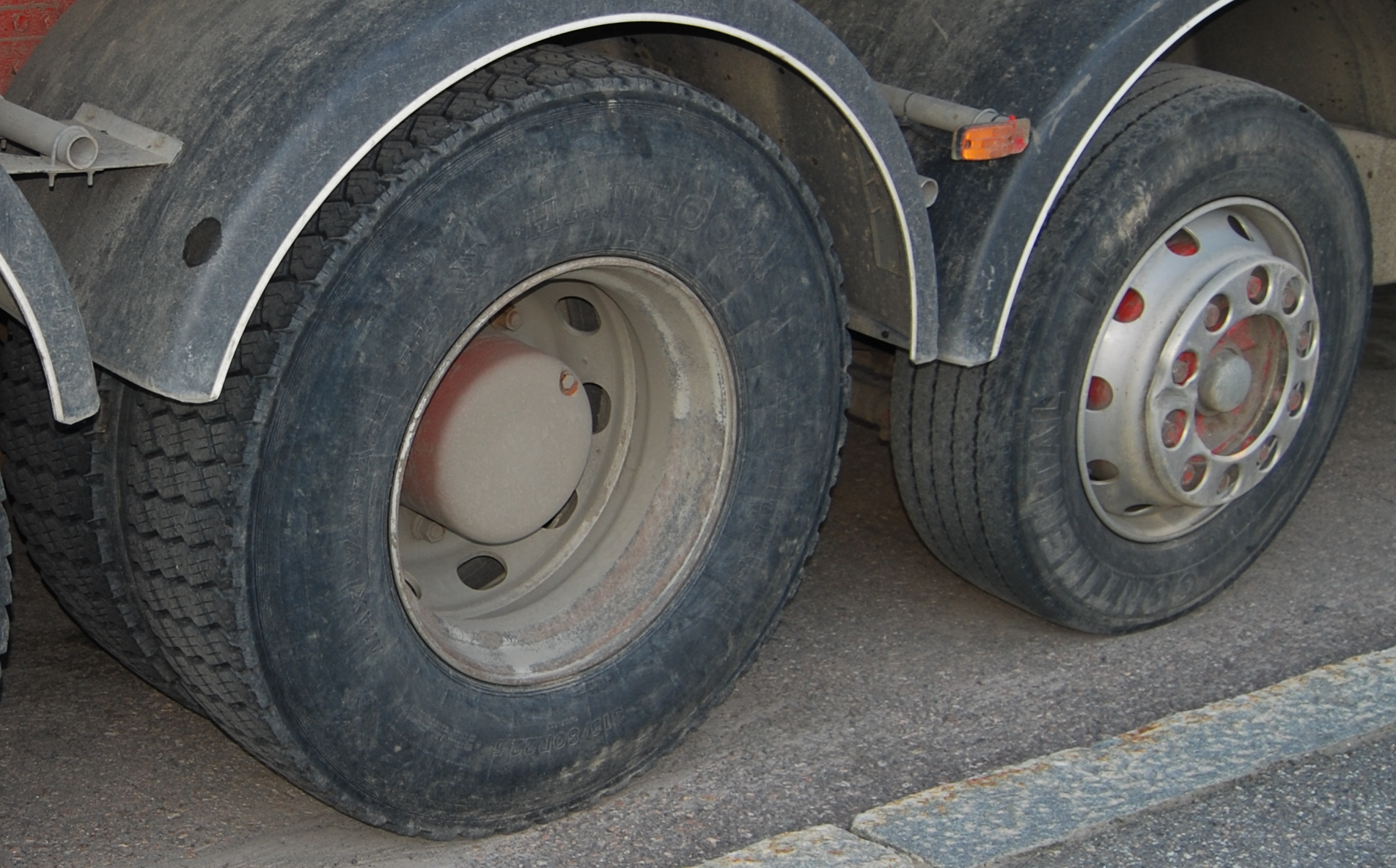
シングルタイヤとダブルタイヤを複合して用いている例。写真右の車輪がシングルタイヤ、左の車輪がダブルタイヤ

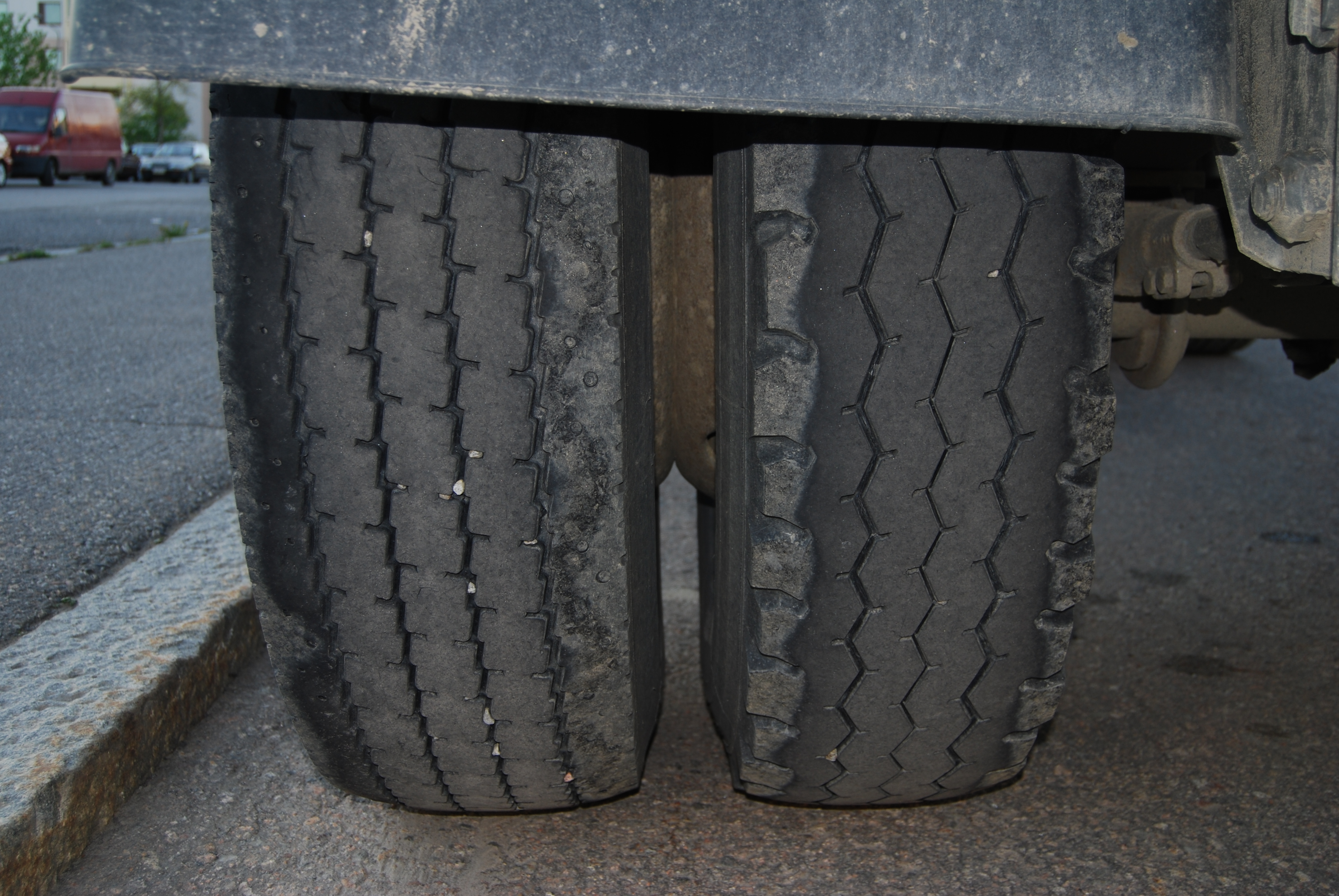
トラックのダブルタイヤ

ダブルタイヤ (Double tire) とは、主にトラックやバスなどの中・大型自動車で用いられるタイヤの装着形態の一種である。複輪、ツインタイヤ (Twin tire) 、デュアルタイヤ (Dual tire) と呼ばれることもあり、アメリカ製のピックアップトラックではDRW（Dual Rear Wheelの略） やデューリー（Dually）と表記されることもある。

## 概要
一義的には後軸（駆動軸）のホイールを並列に2本並べ、1輪につき同サイズのタイヤを2本使用する形態を指す。これに対して一つの車輪に1本のタイヤとホイールを使用するものはシングルタイヤと呼ばれる。ダブルタイヤ採用の目的は車体用途や設計によりいくつかに分類されるが、一般的にはタイヤ1輪当たりの荷重をダブルタイヤ構成で分散することによって、耐荷重性能を確保する目的が多い。
前軸と後軸の2軸を持つ車両で後軸にダブルタイヤを採用している場合、物理的にはタイヤを6本使用していることになるが、4×4（四輪駆動）や4×2（二輪駆動）といった表記でその車両の駆動方式と輪数を示す場合には、ダブルタイヤの2本のタイヤは1つの車輪として数え上げることが一般的である。例えば車両の後輪2軸がダブルタイヤの場合、タイヤの物理的な本数は2+4+4で10輪となるが、駆動方式の表記としては6×2（後1軸駆動）、6×4（後2軸駆動）、6×6（六輪駆動）という形で表される。
ダブルタイヤに用いられるホイールは凸型の断面形状を持っており、車軸の内側は凸面を外側に向け外側は凸面を内側に向けて、両ホイールを向かい合わせた状態でホイールスタッドへ共締めする。基本的には同じ形のホイールの向きを変えて取り付けるため、ダブルタイヤを構成するタイヤのうちどちらか片方がパンクした場合でも、スペアタイヤを1本用意しておけば内側、外側双方に供用することが可能である。
シングルタイヤとなる前輪ではこのように大きな取付面のオフセットは必須ではないが、後輪と共通とするメリットも大きいため、同形状のホイールを使っている。
ダブルタイヤ構成を採る場合、構成するタイヤのうち片方がパンク・バーストした場合でも他方のタイヤである程度走行を続けることが可能である。後輪1軸車両の場合、シングルタイヤと異なりパンクによって直ちに走行不能に陥ることがないため、必然的にその車両の冗長性向上に寄与する。ただし、パンクに気づかなかったり、すぐに修理を行わずに走行を継続した場合、正常なタイヤにも、過大な変形によるバーストや発火の可能性があるので注意を要する。

## 利点と欠点
シングルタイヤに比して以下の利点と欠点を持つ。
- 利点
  - 後輪のパンク、バーストに対する走行性能の冗長化が図れる。
  - 小型トラックにおいては、あるサイズのダブルタイヤに対し同一外径・同一耐荷重性能の幅広シングルタイヤが存在する場合があり、幅広シングルタイヤに比べてダブルタイヤの幅の細いタイヤは単価が安い場合が多いため、バーストなどにより1輪のみ交換する際の費用は安くなりやすい。
  - 同性能のシングルタイヤと比較してタイヤ外径を小さくすることができ、低床化を図れる。
- 欠点
  - 車軸当たりのばね下重量（ホイールとタイヤの重量）が増すために乗り心地や積荷への振動が悪化しやすい。
  - ホイール総数が増えるために、タイヤの消耗により全数を一度に交換する場合においては、交換工賃がシングルタイヤより高騰しがちになる。

## 目的

### 耐荷重性能の確保

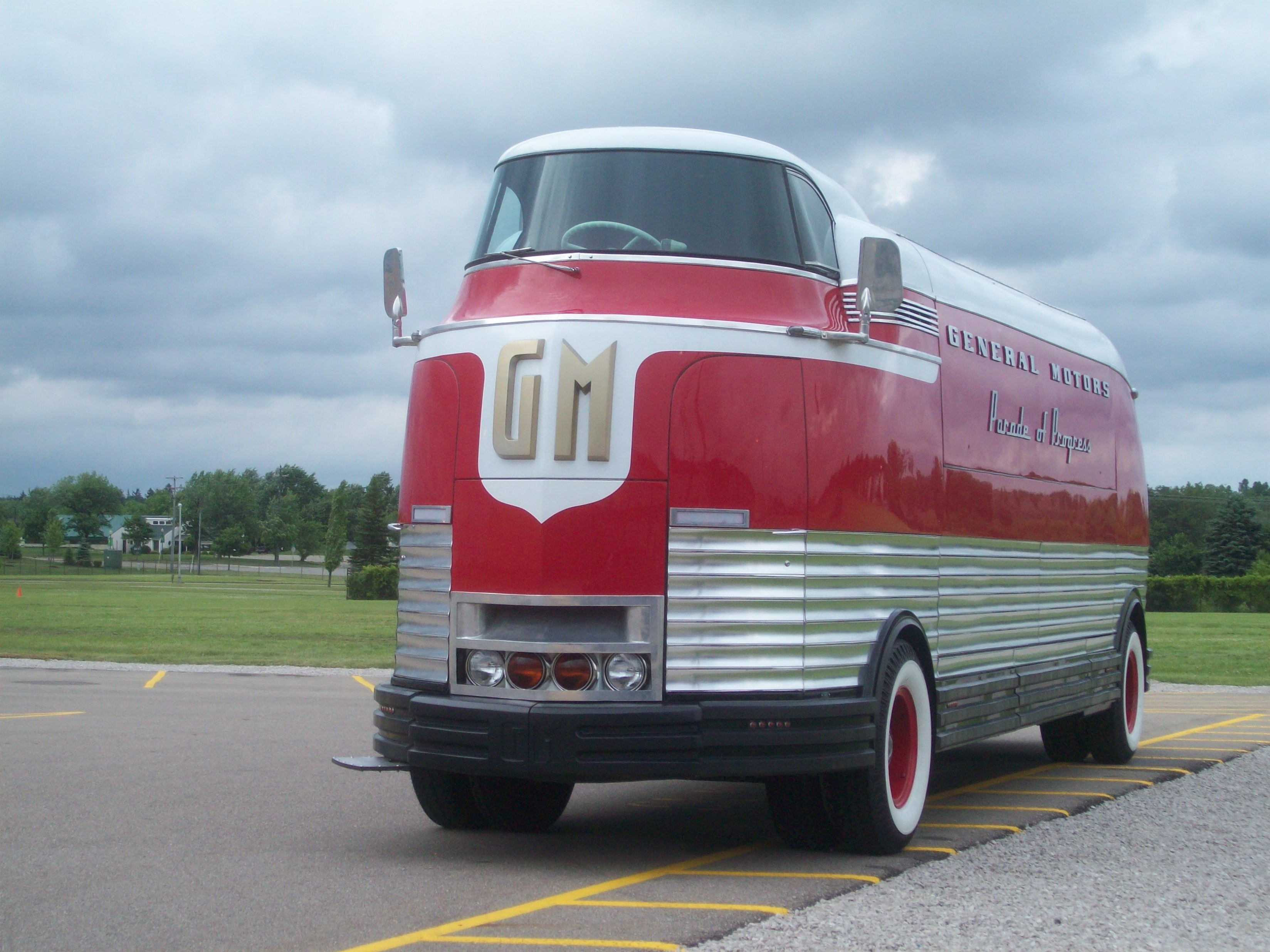
車両重量が15トンにも達するため、4輪全てがダブルタイヤとなった GM Futurliner

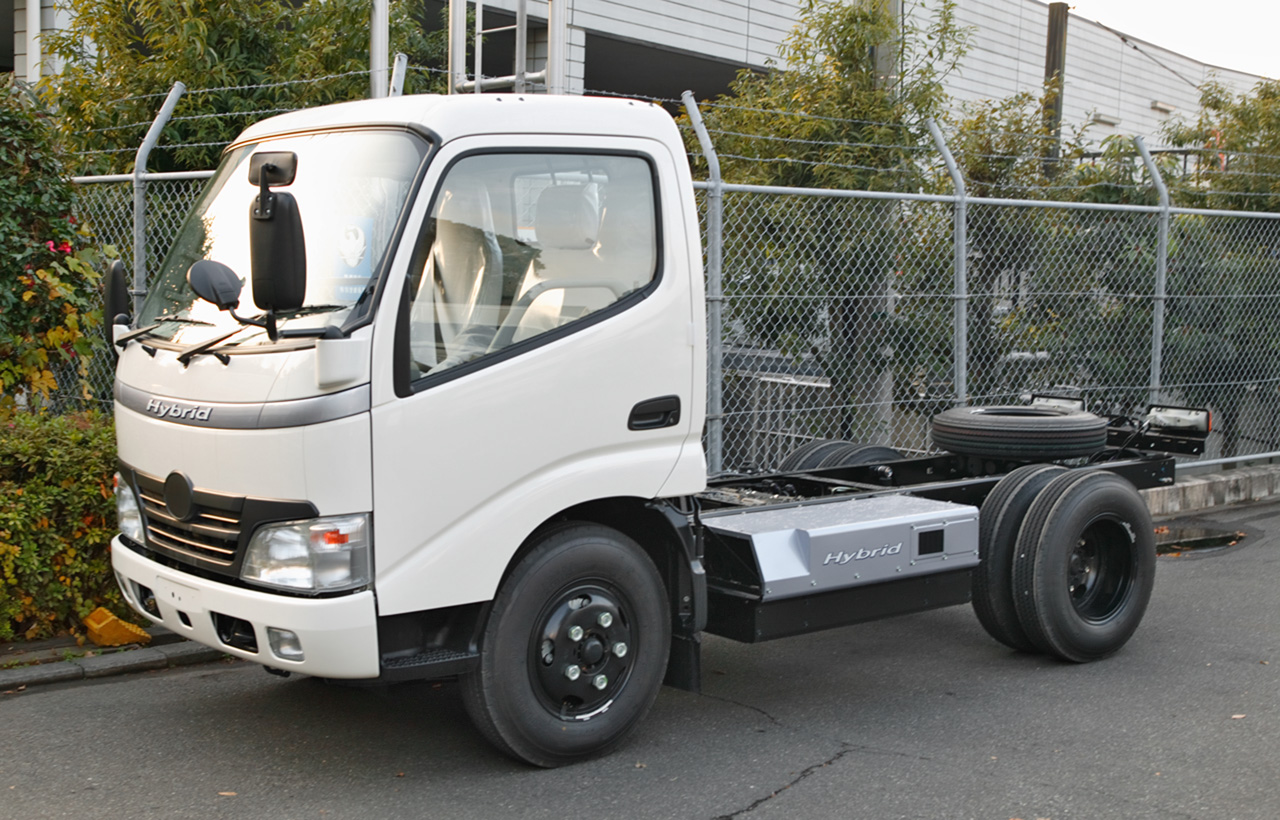
前後同径のタイヤを装備する日野・デュトロ

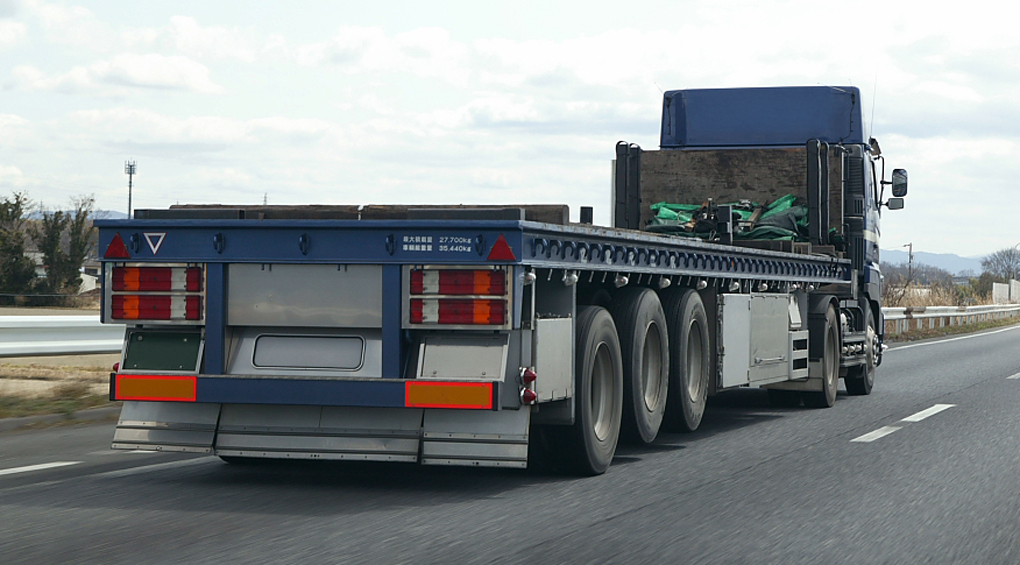
平ボディー型セミトレーラー
空荷での走行のため、後前軸と後中軸をリフト中

タイヤには限界となる耐荷重性能（ロードインデックス）が定められており、車両の重量が最大となる値（一般にいう車両総重量）を用いた場合の1車軸あたりの荷重が、装着されているタイヤ毎の耐荷重性能ｘ装着本数を超える（装着されているタイヤの耐荷重量が、車両総重量の車軸あたり重量を下回る）車両の運行は禁じられている。
左右各1輪でその車軸に掛かる重量が耐荷重性能を超える場合、左右各2輪、1軸あたり4輪のダブルタイヤ構成とすることで、容易にタイヤ1輪当たりの荷重を半分に減らすことができる。また、車軸数を増やすことなく荷台の許容積載量をより大きくすることができる。
主に貨物車用とされているタイヤの側面に記載されているロードインデックスが「93/91」である場合、シングルタイヤとして使用する場合は93（許容輪荷重650 kg、許容軸重1,300 kg）、ダブルタイヤとして使用する場合は91（許容輪荷重615kg x2 = 1230kg、許容軸重2,460 kg）であることを示している。
このような目的でダブルタイヤとする場合には、前輪と後輪の外径がほぼ同一のタイヤが選択されることが多い。特に平ボディー型牽引自動車のように積・空の重量差が大きい車両では、空荷時に軸数を減らし、高速道路料金の節約等の目的でエアリフトアクスルを装備するものも存在する。車軸総数の多いトレーラーの場合にはタイヤの総数も多くなるため、空荷時の無用なタイヤの消耗を押さえる意味でもこのような構造が重要となる。

### 荷台の低床化

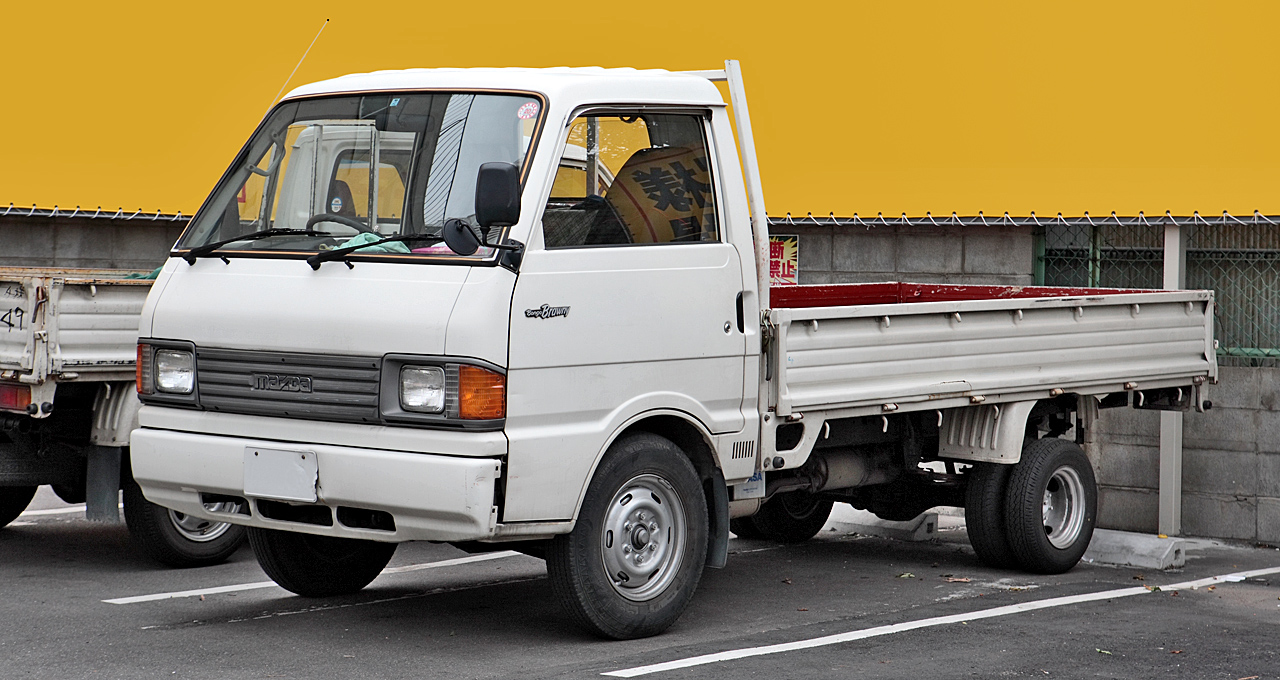
小径リアダブルタイヤを装備するマツダ・ボンゴトラック

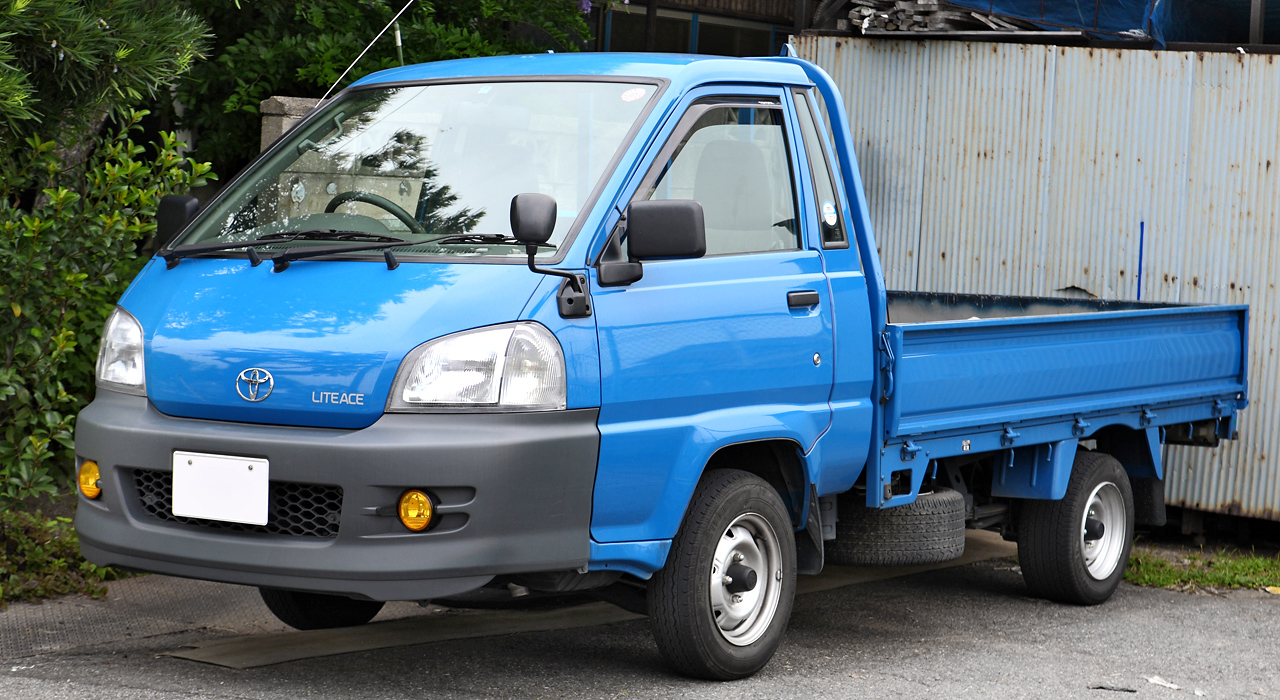
小径ワイドタイヤを用いてシングルタイヤ構成を採るトヨタ・ライトエーストラック

荷台の高さを低くする低床化の目的で後軸にダブルタイヤを採用する例がある。この場合には後軸のダブルタイヤには前軸よりも小径のタイヤが装着される。このような車両の場合には前後のタイヤを共用することが出来ないために、二つのサイズのスペアタイヤを車両に搭載しなければならないデメリットがある。また、前2軸後2軸の大型トラックで前前軸を除く3軸を小径としているものがあるが、この場合は後2軸がダブルタイヤとなっている。
小型トラックで、後輪の小径ダブルタイヤを、小径・低偏平ワイドタイヤのシングル構成で済ませている車両があったが、大型車用の大径ダブルタイヤをシングル構成に置き換えるワイドタイヤも商品化されるようになった。これらのワイドタイヤには、専用のリム幅の広いホイールが必要となる。

### 接地圧の低減

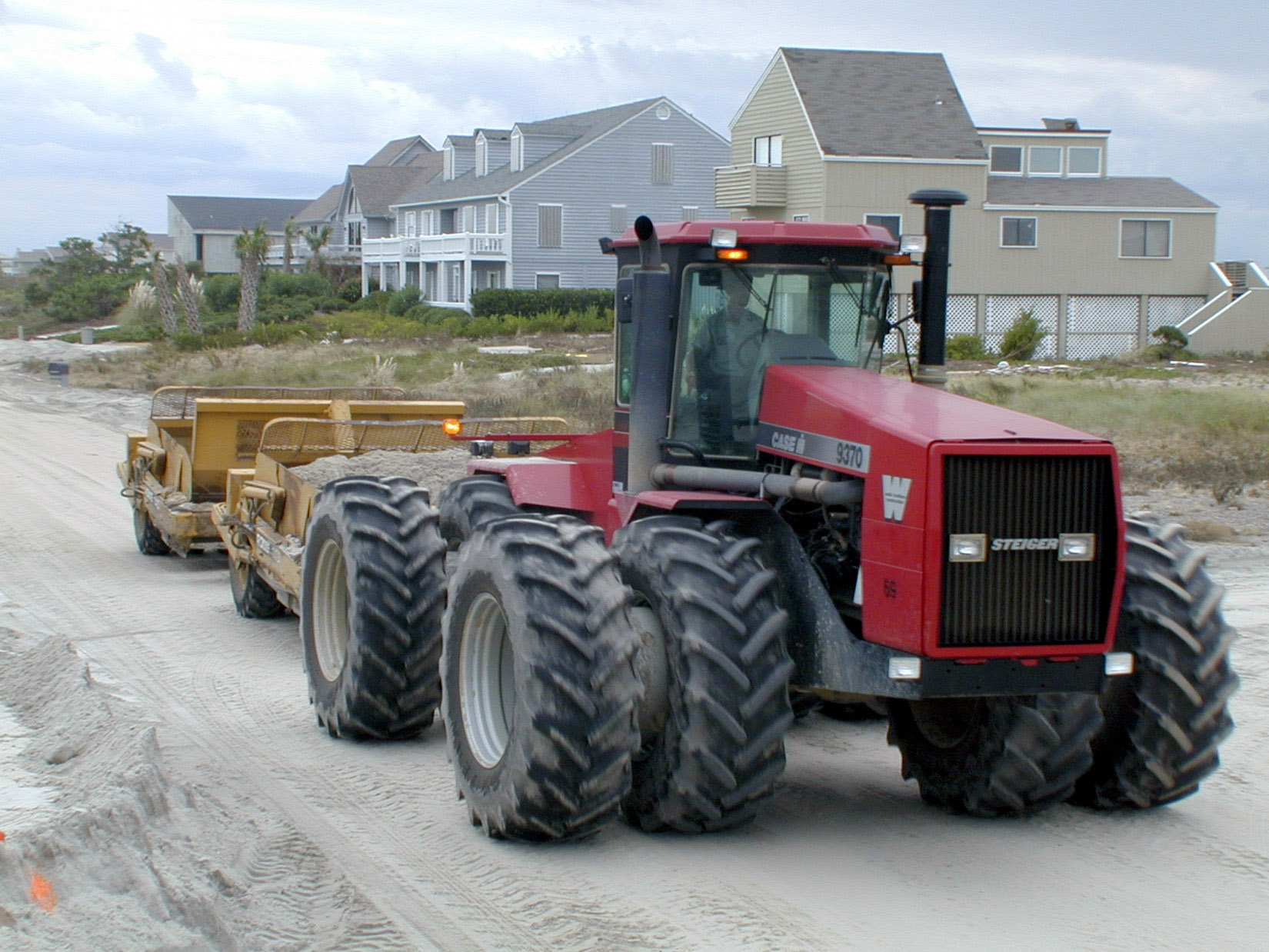
トラクターのダブルタイヤ

ダブルタイヤ構成は農業機械のトラクターでも用いられる。この場合は車軸当たりのタイヤ接地面積をダブルタイヤ構成で拡大することによって、不整地での接地圧を低減して走破性を高める目的で用いられる。そのため舗装路を走行する貨物自動車でのダブルタイヤとは異なり、操舵軸である前軸も含めた全ての車輪がダブルタイヤ化されることも多い。